# Yahoo搜尋人氣大獎2018
YAHOO搜尋人氣大獎2018 頒獎典禮（英語：Yahoo！Asia Buzz Awards 2018）是YAHOO!搜尋人氣大獎的第14屆，於2018年12月12日晚上8時在香港尖沙咀文化中心露天廣場舉行頒獎典禮。頒獎典禮的精華版在加拿大的加拿大中文電台和新時代電視播放。今屆有4個獎項（人氣票王、人氣票后、人氣票選組合、亞洲人氣票王/票后/票選組合）由網民投票選出。

## 得獎名單

### 音樂獎項
- 本地女歌手
  - 容祖兒
- 本地男歌手
  - 張敬軒 [3]
- 本地音樂組合
  - Dear Jane
  - RubberBand
  - Supper Moment
- 本地唱作歌手
  - 林奕匡
- 網上熱爆女歌手
  - 謝安琪
- 網上熱爆男歌手
  - 陳柏宇 [4]
- 樂壇新勢力
  - 洪嘉豪
  - 曾樂彤
  - 黃妍
- 年度熱搜歌曲
  - 《天才兒童1985》- 張敬軒
- 人氣歌曲
  - 《未來見》- RubberBand
  - 《那怕最終一個人》- 吳浩康
  - 《愛情是一種法國甜品》- 林二汶
  - 《一個女人和浴室》- 謝安琪
  - 《獻醜》- 洪卓立
  - 《和好》- 鄧小巧
  - 《凱旋門》- 吳業坤
  - 《揮揮手》- JW
  - 《偷聽情歌》- 胡鴻鈞
  - 《認真如初》- 陳柏宇
- 唱作歌曲
  - 《寧願當初不相見》- Dear Jane
  - 《一世同學》- 林奕匡
- 人氣跳舞歌
  - 《R U Naughty?》- 鍾舒漫
- 網上熱播歌曲
  - 《哪兒》- 小塵埃
  - 《月亮不代表我的心》- 梁釗峰
  - 《被討厭的勇氣》- 許靖韻
- 人氣音樂企劃
  - 「不消失戀愛連續」三部曲
  - 《The album part one》- 麥浚龍、謝安琪
- 人氣電視劇集主題曲
  - 《但願人長久》- 菊梓喬
- 人氣專輯
  - 《The album part one》- 麥浚龍、謝安琪

### 電影獎項
- 本地演員
  - 吳鎮宇
  - 古天樂
- 本地新演員
  - 凌文龍
- 本地電影
  - 《逆流大叔》
  - 《棟篤特工》

### 電視獎項
- 人氣電視劇集
  - 《宮心計2深宮計》
- 人氣綜藝節目
  - 《Good Night Show 全民造星》
- 人氣急星
  - 陳家樂
  - 何廣沛
  - 張曦雯
- 人氣電視螢幕情侶
  - 林淑敏、許家傑
- 人氣電視男角色
  - 馬德鐘
- 人氣電視女角色
  - 林淑敏
- 電視男藝人
  - 陳展鵬
- 電視女藝人
  - 李佳芯

### 亞洲區獎項
- 年度熱搜韓國新演員
  - 車銀優
- 亞洲人氣演員
  - 古天樂
- 亞洲人氣票王
  - 華晨宇

### 票選獎項
- 人氣票王
  - 張敬軒
- 人氣票
  - 佘詩曼
- 人氣票選組合
  - Boy'z

### 至尊獎項
- 圖片搜尋次數最多的香港男藝人
  - 姜濤
- 圖片搜尋次數最多的香港女藝人
  - 馮盈盈
- 最具號召力香港男藝人
  - 張敬軒
- 最具號召力香港女藝人
  - 周勵淇
- 熱搜藝人
  - 林峯